# San Juan Mazatlán
San Juan Mazatlán là một đô thị thuộc bang Oaxaca, México. Năm 2005, dân số của đô thị này là 16138 người.